# Falla de l'Exposició
La Falla núm. 22 Exposició-Misser Mascó-Arévalo Baca és una falla de la Ciutat de València, situada al Barri de l'Exposició. La seua demarcació inclou els carrers de Misser Mascó i del Naturalista Arévalo Baca. Se la coneix popularment com "Falla de l'Exposició". Té la seu social al número 15 d'este últim carrer i va ser fundada en 1949.
Els antecedents fallers del Barri de l'Exposició daten de 1912, quan es planta una falla al carrer Jai Alai, sense continuïtat.
Exposició és una comissió que ha estat molt guardonada en el concurs del ninot indultat, obtenint-ne l'indult d'un total de 10 (6 a la falla gran i 5 a la xicoteta), sent superats només per Na Jordana. L'última volta que guanyaren el premi a ninot indultat va ser en 2010, fent doblet, ja que s'indultaren tant el ninot de la falla gran, obra de Fede Ferrer, com el xicotet, de Joan S. Blanch.

Especialment reeixides han estat les falles infantils d'esta comissió, especialment des de finals dels anys 90 amb un primer premi en Segona, un tercer en Primera i un primer en Primera entre 1999 i 2001, quan Bernardo Estela es va fer càrrec de la falleta.

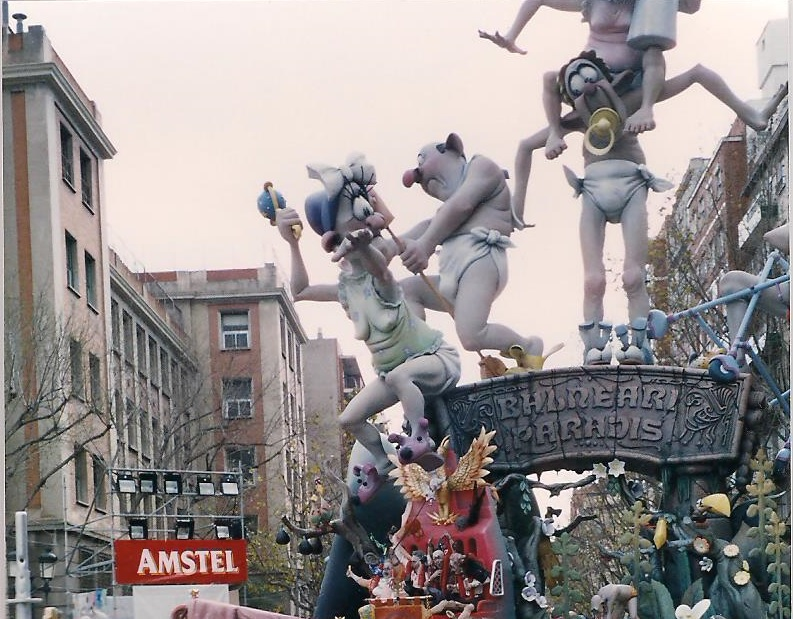
Remat de la falla del 2003.

L'arruga és bella és el nom del cadafal faller plantat per Pepe Puche i Guillermo Rojas a la Falla Exposició en 2003. Amb un pressupost de 100.000 euros, va obtenir el tercer premi de secció especial. El remat de la falla mostrava a diversos ancians vestits en bolquers, i a les escenes es parodiaven diverses escenes quotidianes protagonitzades per gent major.
Però és a partir de la dècada dels 2000, quan participen a Secció Especial Infantil i Joan S. Blanch comença a fer-se càrrec del monument que arriba la millor època de la comissió, guanyant el primer premi de secció especial amb les falletes del 2008 i 2010, a més de diversos premis d'Enginy i Gràcia. La Falla infantil de la comissió ha estat plantada en estos darrers per artistes fallers de reconeguda trajectòria com Marina Puche, Ceballos & Sanabria, Jose Gallego i Cap de Suro Estudi entre d'altres.
En 2019 la comissió decideix tornar a plantar la Falla a la seua ubicació original, de la mà de l'artista David Sánchez Llongo, qui debuta en la secció especial de les Falles de València amb l'obra "Vaig nàixer al Mediterrani" aconseguint a més el Ninot indultat.

## Galeria d'imatges

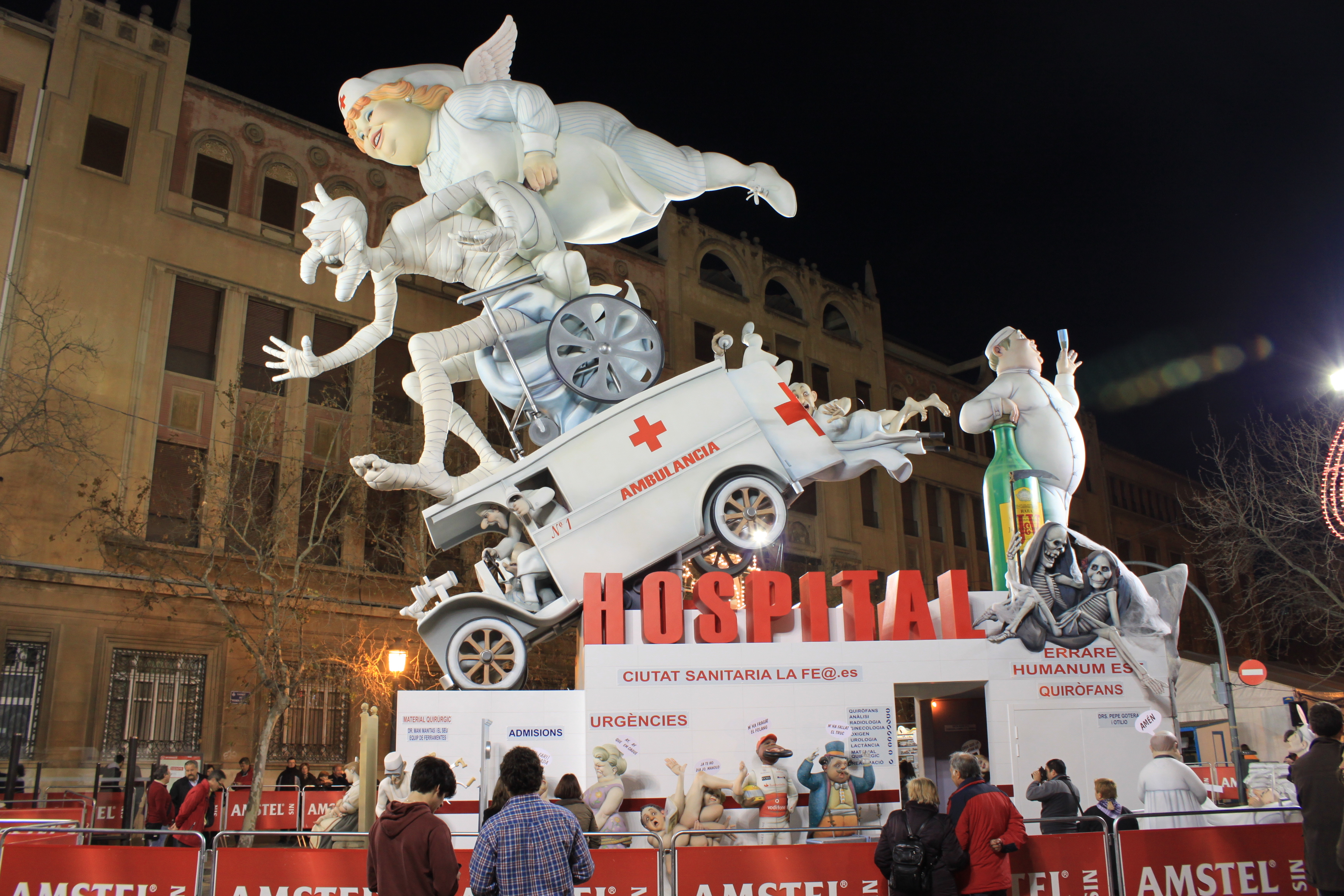
Falla de l'Exposició en 2012
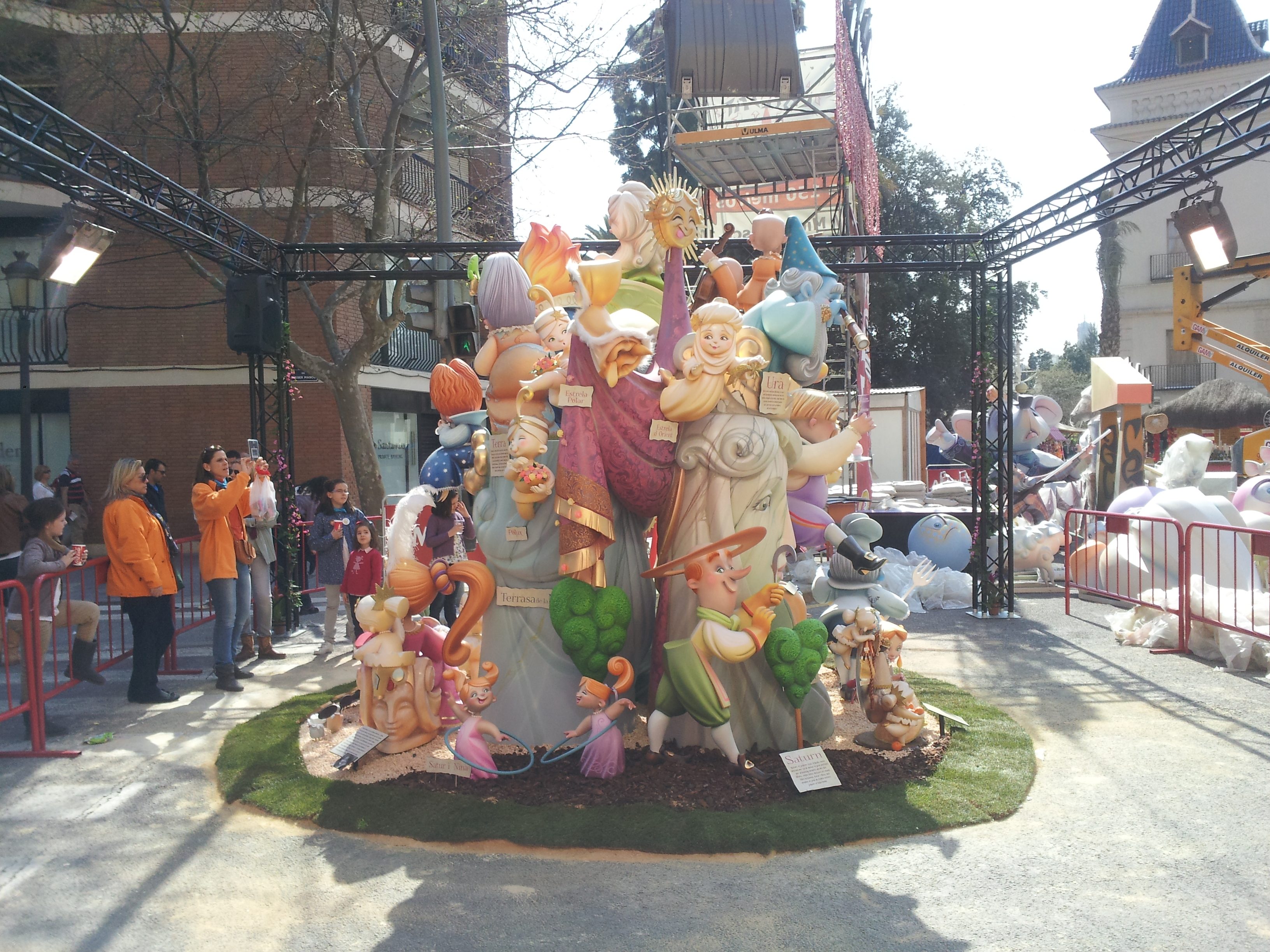
Falla infantil de l'Exposició en 2014
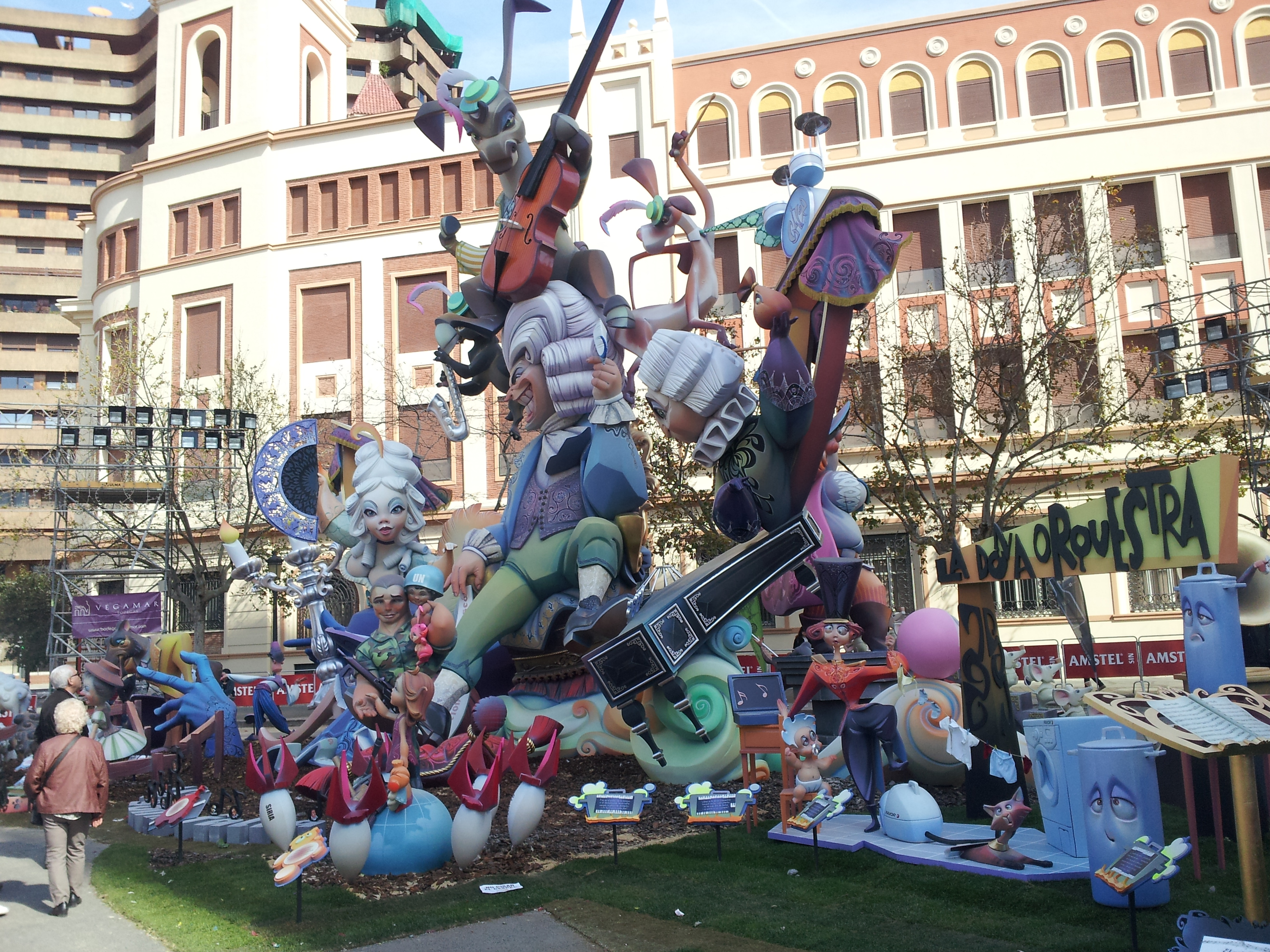
Falla de l'Exposició en 2014
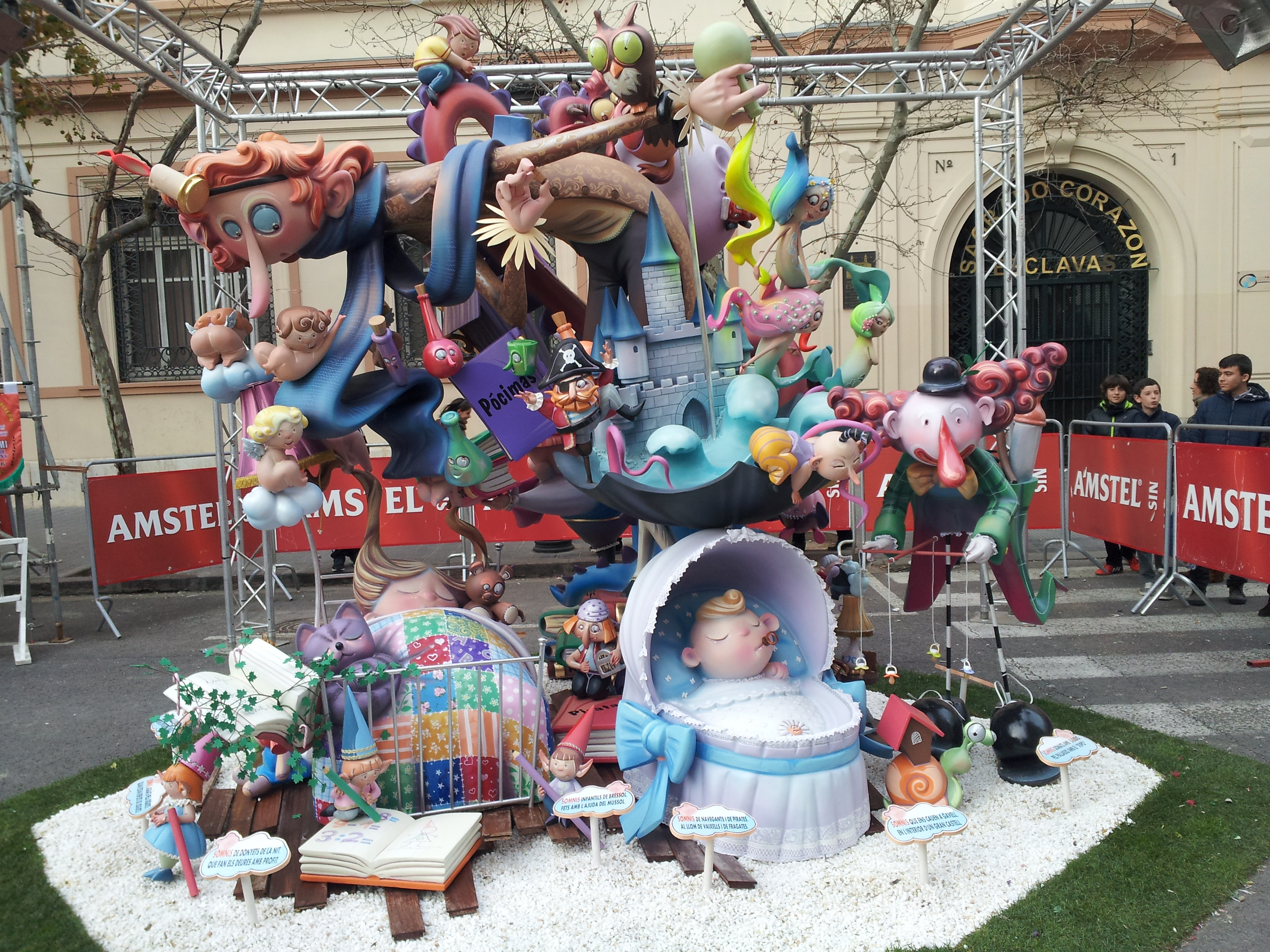
Falla infantil de l'Exposició en 2015
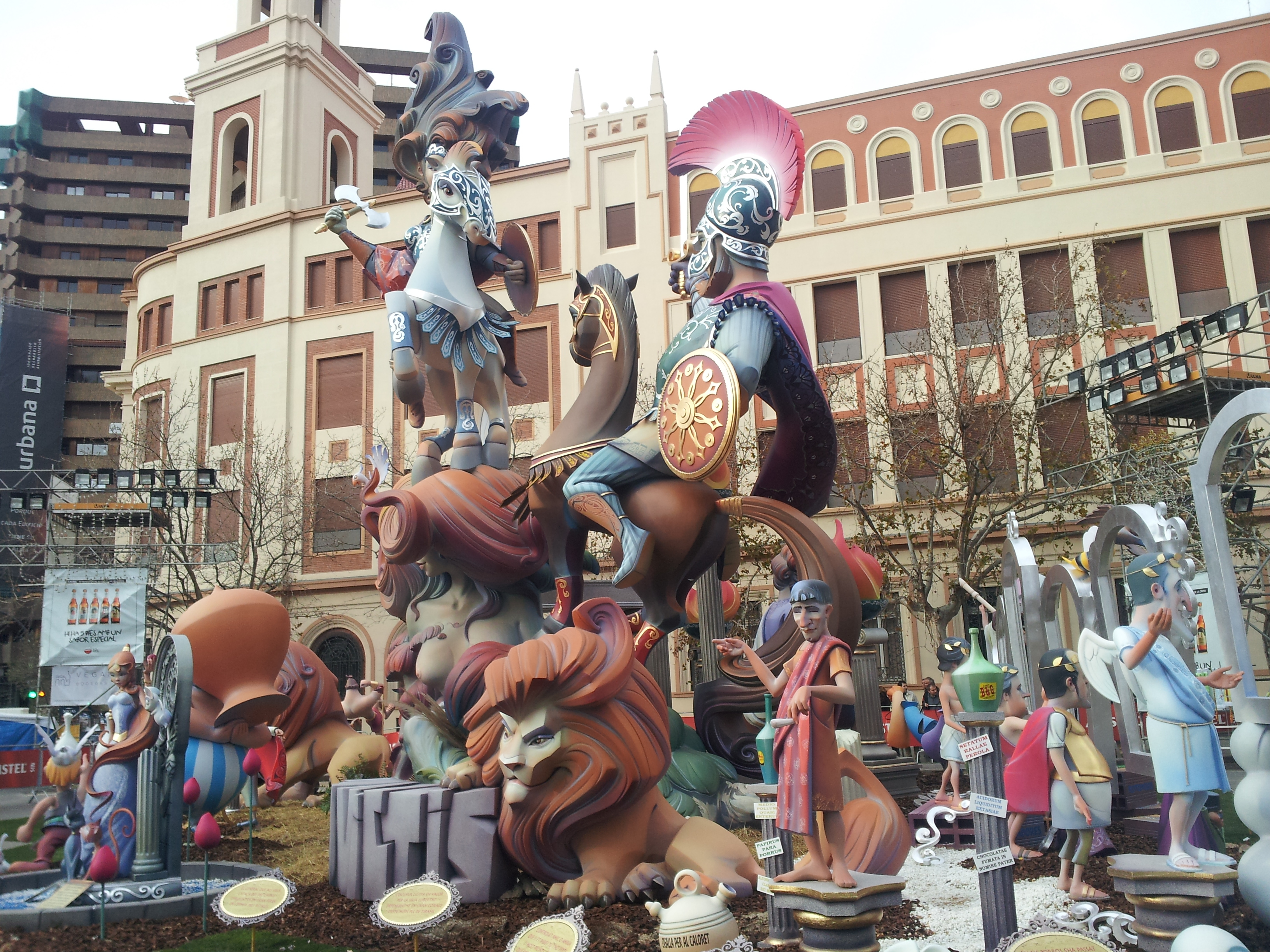
Falla de l'Exposició en 2015
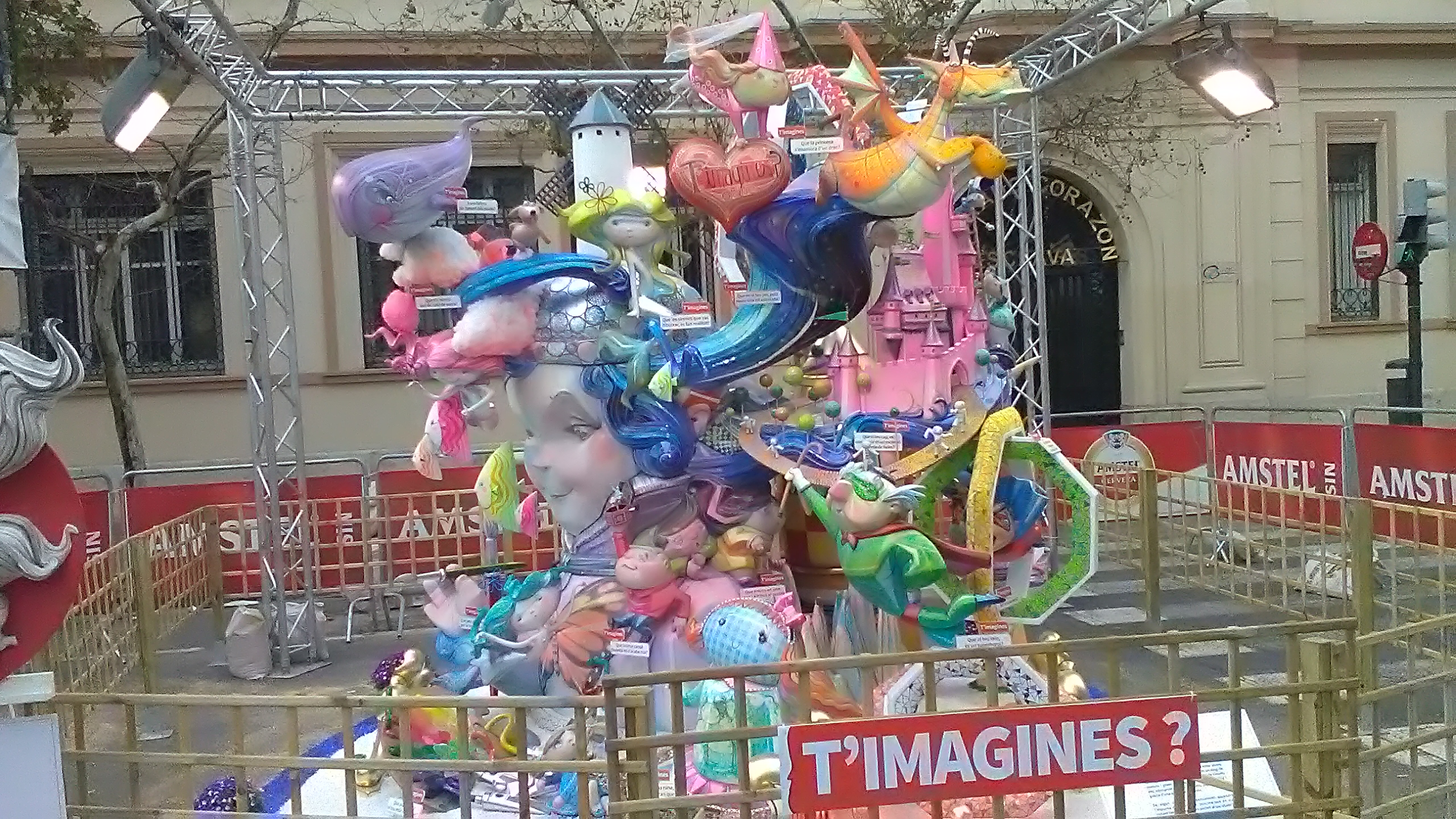
Falla infantil de l'Exposició en 2016
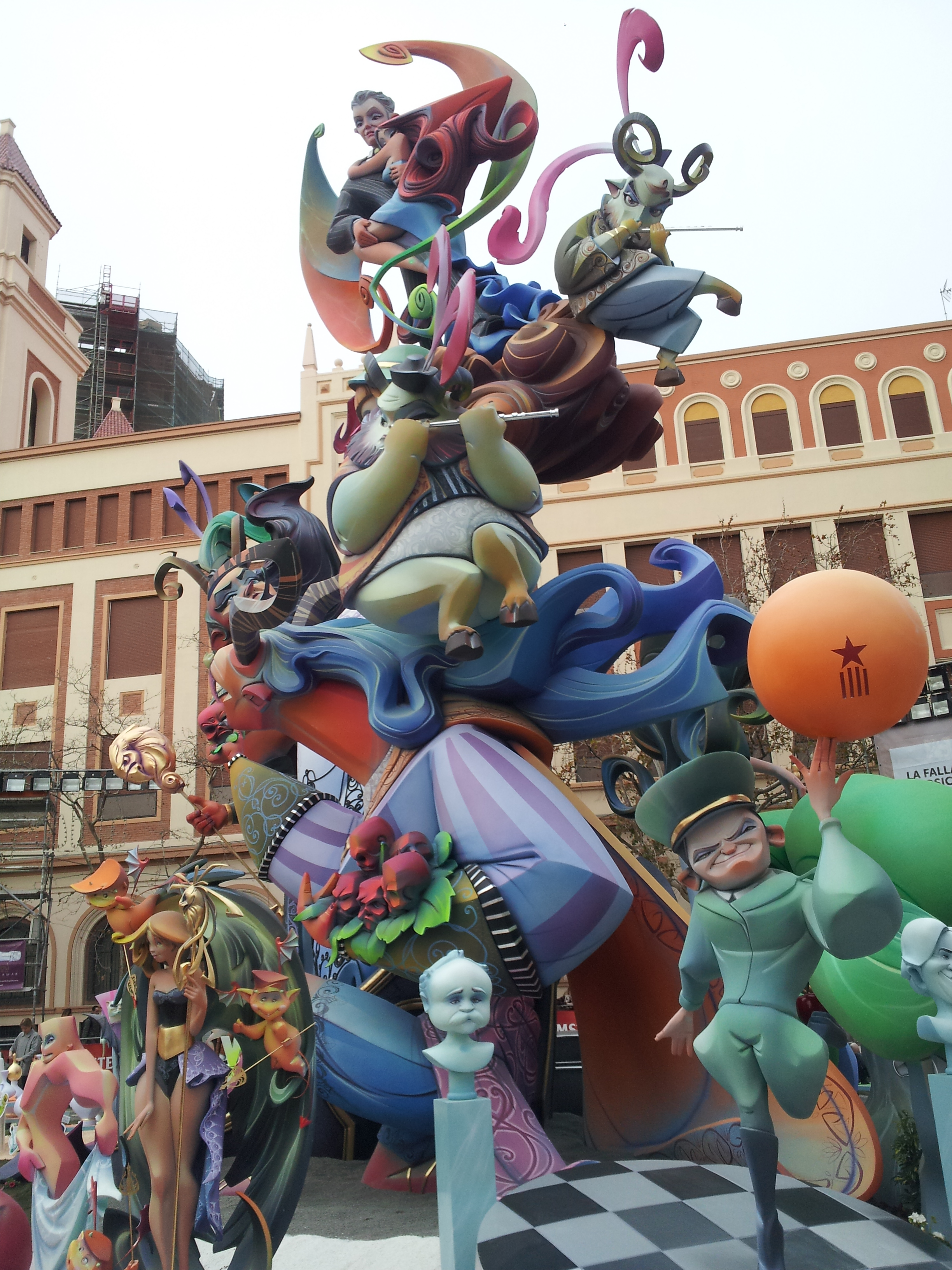
Falla de l'Exposició en 2016
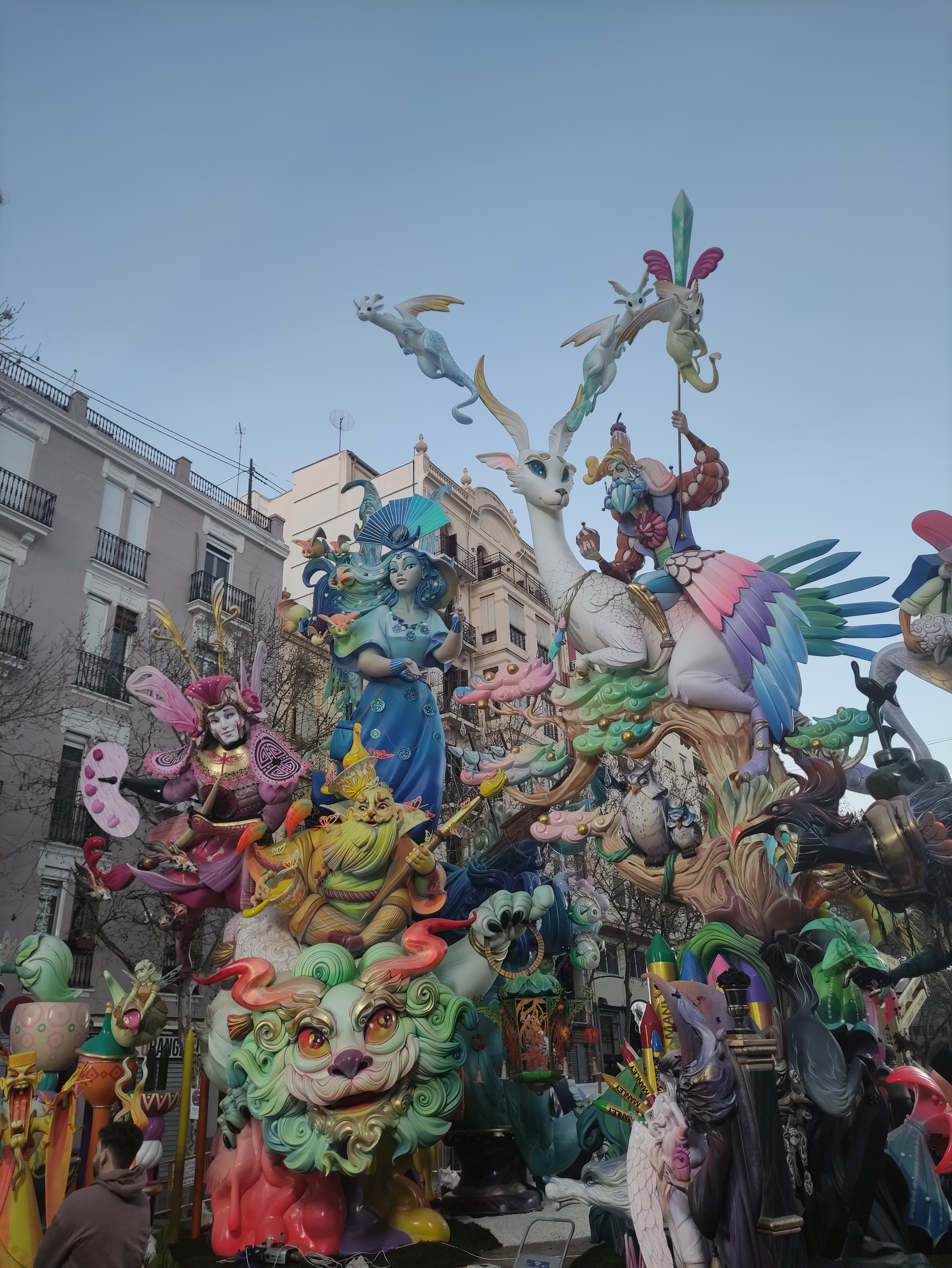
Cadafal de 2023, que obtingué el primer premi d'Especial